# زرشک لمبرت
زرشک لمبرت (نام علمی: Berberis lambertii) نام یک گونه از سرده زرشک است.